# Fouquerolles
Fouquerolles är en kommun i departementet Oise i regionen Hauts-de-France i norra Frankrike. Kommunen ligger i kantonen Nivillers som tillhör arrondissementet Beauvais. År 2022 hade Fouquerolles 297 invånare.

## Befolkningsutveckling
Antalet invånare i kommunen Fouquerolles
| Referens: INSEE |